# ماريون كامبل
ماريون كامبل (بالإنجليزية: Marion Campbell)‏ هو لاعب كرة قدم أمريكية أمريكي، ولد في 25 مايو 1929 في تشيستر في الولايات المتحدة، وتوفي في 13 يوليو 2016 في بلينو في الولايات المتحدة.

## وصلات خارجية
- ماريون كامبل على موقع مرجع كرة القدم المحترفة.كوم (الإنجليزية)
- ماريون كامبل على موقع قاعة جورجيا للمشاهير الرياضية (مؤرشف) (الإنجليزية)